# Östra Kärrstorps kyrka
Östra Kärrstorps kyrka är en kyrkobyggnad i Östra Kärrstorp. Den tillhör Vollsjö församling i Lunds stift.

## Kyrkobyggnaden
Kyrkan är byggd i sten med halvrund sakristia. Den tillkom 1846 då den medeltida kyrkan blev kraftigt ombyggd. 1860-1862 förlängdes kyrkan och ett nytt torn ersatte det ursprungliga.

## Inventarier
- Dopfunten av sandsten är huggen av gotlänningen Calcarius omkring 1225 och skildrar Hubertus- och Eustachiuslegenderna.
- Över altaret hänger ett triumfkrucifix från 1400-talet.
- Fattigbössan vid ingången är förmodligen från 1600-talet.
- Altartavlan är målad 1916 av Fredrik Krebs.

### Orgel
- 1874 byggde Knud Olsen, Köpenhamn en orgel med 9 stämmor.
- Den nuvarande orgeln byggdes 1916 av A. Mårtenssons Orgelfabrik AB, Lund och är en pneumatisk orgel.

| Huvudverk I  | Svällverk II      | Pedal         | Koppel |
| Borduna 16´  | Gedacht 8´        | Subbas 16´    | I/P    |
| Principal 8´ | Salicional 8´     | Violoncell 8´ | II/P   |
| Gamba 8'     | Violin 8'         |               | II/I   |
| Oktava 4'    | Rörflöjt 4'       |               | I 4'/I |
| Trumpet 8'   | Crescendosvällare |               |        |